# Rákoskeresztúri izraelita temető
A Rákoskeresztúri izraelita temető az egykori nagyközség, Rákoskeresztúr zsidó lakossága által használt és karbantartott temető volt. A Kozma utcai izraelita temető megnyitásával léte gyakorlatilag fölöslegessé vált, sőt szinte megnyitása óta a Kozma utcait szokták ezen a néven (is) emlegetni.

## Története
A temető alapításának idejéről nincs adat; az ott még fellelhető sírkövek szerint többségüket a 20. század eleje körül temették el. Vélhetően a Kozma utcai temető megnyitása után több sírt is átszállíttathattak oda, vagy sohasem használták ki a teljes méretét, mivel az elkerített terület nagyrészt üres.
A temető egy saroktelken áll a csak gyalogosan járható Napkelet köz és a forgalmas, a XVII. kerület egyik ütőerének számító Ferihegyi út sarkán, ahonnan jól látható. 

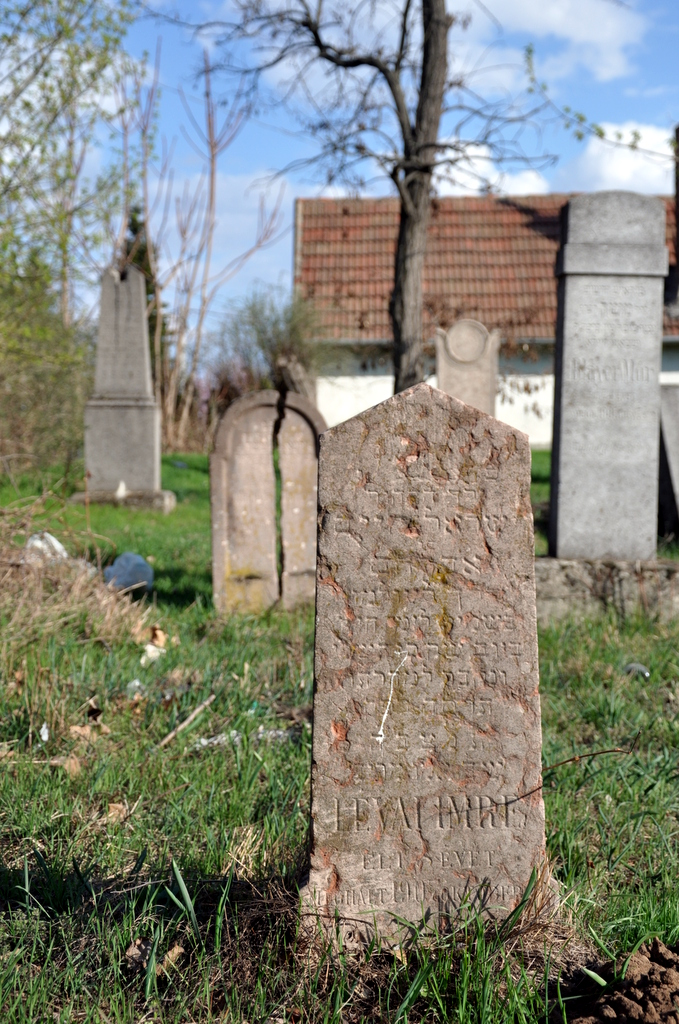

Méretét tekintve meglehetősen kicsi, nagyjából két-három házhelynyi. A területet ugyan kerítéssel vonták körbe és a gazt is rendszeresen irtják, a hely ennek ellenére rendkívül elhanyagolt, mivel állagmegóvásra, felújításra láthatóan nem került sor és a síremlékeket sem gondozzák. A meglévő sírok többsége mára alaposan megkopott, azonban majdnem mindegyikük áll még, igaz az idő által inkább vagy kevésbé, de láthatóan megrongált állapotban. 
A sírkertet Fuchs Ignác rákoskeresztúri földbirtokos, vállalkozó családi sírboltja uralja. Fuchs a helyi Podmaniczky-Vigyázó családtól vásárolt meg számos telket a környéken, melyeken aztán saját vállalkozásában kinőtt Rákoshegy (felesége után Zsuzsánna-telep néven), illetve ilyen célra adta el a mai Rákoskert és Rákosliget területét is, ahol szintén önálló település(rész)ek születtek.
Legkésőbb a második világháborúig lehetett használatban.